# Mario Cuenca
Mario Eduardo Cuenca (Del Campillo, Córdoba, Argentina, 6 de marzo de 1975) es un exfutbolista argentino. Jugaba de arquero y su último equipo fue Arsenal de Sarandí de la Primera División de Argentina. Además se lo recuerda como un pateador de penales.

## Trayectoria
Cuenca comenzó su carrera con Talleres de Córdoba en 1995. Era parte del equipo que ganó la Primera B Nacional en la Temporada 1997/98, ganando el ascenso directo a la Primera División. En el año 1999 con el equipo de Talleres ganó la Copa Conmebol, el único título internacional en la historia del club.
En 2002 pasó a Racing Club, y en el 2006 fue transferido al Arsenal de Sarandí donde se estableció como el primer arquero del equipo. En el 2007 llevó a su equipo a la final de la Copa Sudamericána al ser la figura y protagonista en los penales, convirtiendo el último de ellos, además de haber sido la figura durante el partido, habiendo tenido grandes atajadas que fueron decisivas ante River Plate en el choque por las semifinales del certamen. Por este partido se lo llama con el apodo de Super Mario. En la final de la copa, se consagró campeón al vencer al América de México. Un año más tarde se convirtió nuevamente en campeón, pero esta vez en la Copa Suruga Bank 2008. Luego de esto, decidió retirarse del fútbol, pero se logró convertir, por estos dos títulos, en un histórico del cuadro de Sarandí, y estando en un plantel recordado en la historia. 

## Clubes
| Club                | País      | Año       |
| ------------------- | --------- | --------- |
| Talleres de Córdoba | Argentina | 1995-2002 |
| Racing Club         | Argentina | 2002-2005 |
| Talleres de Córdoba | Argentina | 2005      |
| Racing Club         | Argentina | 2006      |
| Arsenal de Sarandí  | Argentina | 2006-2009 |

## Palmarés

### Campeonatos nacionales
| Título             | Club                | País      | Año  |
| ------------------ | ------------------- | --------- | ---- |
| Primera B Nacional | Talleres de Córdoba | Argentina | 1998 |

### Copas internacionales
| Título            | Club                | País      | Año  |
| ----------------- | ------------------- | --------- | ---- |
| Copa Conmebol     | Talleres de Córdoba | Argentina | 1999 |
| Copa Sudamericana | Arsenal de Sarandí  | Argentina | 2007 |
| Copa Suruga Bank  | Arsenal de Sarandí  | Japón     | 2008 |